# 川畑伸一郎
川畑 伸一郎（かわばた しんいちろう、1966年12月5日 - ）は日本の野球選手（外野手）。

## 経歴
鹿児島市立和田中学校、鹿児島商業高等学校卒業。鹿児島商業高校では全国大会への出場はなく、卒業後は住友金属に進む。5年目の1989年は日本選手権で指名打者として大会優秀選手に選ばれ、チームの優勝に貢献した。1991年は都市対抗で2本塁打を放って外野手として大会優秀選手に選ばれ、さらに社会人ベストナインも受賞している。
1992年は日本生命の補強選手として都市対抗に出場。またバルセロナオリンピック野球日本代表に選ばれ、予選の対プエルトリコ、キューバ、イタリア戦の3試合で五番ないし六番・指名打者として先発出場。キューバ戦では1打点を挙げた。しかしこの3試合で通算9打数1安打に終わり、決勝トーナメントでは出番がなかった。
1993年は松下電器の補強選手として都市対抗に出場し、指名打者として大会優秀選手に選出された。また、同年の日本選手権では一塁手を務め、打撃賞を受賞する活躍で優勝に貢献している。